# 榊原昭二
榊原 昭二（さかきばら しょうじ、1927年9月4日- ）は、日本のジャーナリスト。
愛知県出身。東京大学法学部卒。朝日新聞社会部次長、編集委員、新潟大学教授を歴任。

## 著書
- 『ことろぐ. 新語・世相語・流行語1982(1981.1-1982.7)』大修館書店 1982
- 『'80年代世相語ガイド』朝日ブックレット 1983
- 『新聞記者 ペンをとる手に涙のしずく』あいうえお館(はたらく姿に学ぶ仕事日記)　1983
- 『沖縄・八十四日の戦い』新潮社 1983 のち岩波同時代ライブラリー
- 『現代世相語辞典』柏書房 1984
- 『昭和語 60年世相史』1986 朝日文庫
- 『娯用誤用事典』ぎょうせい 1987
- 『ことばのトレンディ 不確実性の時代から国際化まで』ぎょうせい 1988
- 『語感問答 ことばと遊ぼうこどばをみがこう』ぎょうせい 1989
- 『や、これは面白い!ことばのQ&A』ぎょうせい 1990.12
- 『ことばつれづれ』ぎょうせい 1991.12
- 『キーワードで読む戦後史』1994 岩波ジュニア新書
- 『だから言葉は面白い』三省堂 2003

### 共編著
- 『朝日新聞「かたえくぼ」の三十三年 戦後世相散歩』朝日イブニングニュース社 1984
- 『図説にっぽんの役所』全12巻 あいうえお館 1986
- 『海のシルク・ロード事典』三杉隆敏共編著 1988 新潮選書
- 『陶磁器染付文様事典』三杉隆敏共編著 柏書房 1989